# Апулеї
Апулеї або Аппулеї (лат. Appuleia або Apuleia; мн. Appuleii або Apuleii) — римський плебейський рід (номенів), відомий з  V століття до н. е. і до початку  імперського періоду.
Перший представник роду, який посів  магістратуру — Луцій Аппулей, народний трибун в  391 році до н. е.; перший, що став консулом — Квінт Аппулей Панса в  300 році до н. е.
Мав три гілки (когномени):  Панси,  Деціани,  Сатурніни, причому тільки когномен «Сатурнін» зберігався з початку і до кінця існування роду. Когномен «Деціан» був перейнятий від усиновленого члена плебейського роду  Деціїв.
У роді використовувалися особисті імена (преномени) Луцій, Секст і Гай; одноразово використовувалося ім'я Квінт; імена Марк і Гней  з'явилися в роду тільки в  I столітті до н. е.

## Відомі представники
- Луцій Апулей — народний трибун у 391 році до н. е., був звинувачений  Марком Фурієм Каміллом у приховуванні частини здобичі, отриманої від вейїв [1].
- Луцій Апулей — римський посол, в 156 році до н. е. посланий вивчити конфлікт між  Атталієм і  Прусієм.
- Апулея — дочка  Луція Аппулея Сатурніна, дружина  Марка Емілія Лепіда.
- Апулей — проквестор при  Квінті Марції Філіпі, проконсул Азії в 55 році до н. е. [2]
- Апулей — землеторговець (лат.wikt: praediator ), двічі згадується Цицероном у своїх листах [3].
- Марк Аппулей — квестор Азії в 44 році до н. е., проскрібірований тріумвірами, пізніше відновлений у правах.
- Апулей — народний трибун у 43 році до н. е., проскрібірований тріумвірами, втік з дружиною на Сицилію.
- Секст Аппулей (лат. Sextus Appuleius Sex. F. Sex. N.) — консул у 29 році до н. е.
- Марк Апулей (лат. Marcus Appuleius Sex. F. Sex. N.) — консул у 20 році до н. е.
- Секст Аппулей (лат. Sextus Appuleius Sex. F. Sex. N.) — консул в 14 році н. е.
- Апулей Цельс — лікар з  Центуріпи (лат. Centuripa, сучас. Чентуріпе), наставник Валенси і  Скрібонія Ларга.
- Апулей (лат. Lucius Apuleius Platonicus) — давньоримський письменник, автор « Метаморфоз».
- Луцій Аппулей Барбар (лат. Lucius Appuleius Barbarus) — ботанік IV століття.

### Апулеї Панси
- Квінт Апулей Панса — консул у 300 році до н. е.

### Апулеї Деціани
- Гай Аппулей Деціан — народний трибун у 98 році до н. е.
- Гай Аппулей Деціан — посередник у переговорах між містами Пергамі (Мала Азія).

### Аппулеї Сатурніни
- Гай Аппулей Сатурнін — один з п'яти членів комісії сенату, надісланій в 168 році до н. е. для участі у переговорах між  Pisani і  Lunenses [4].
- Луцій Аппулей Сатурнін — претор в 166 році до н. е.
- Луцій Апулей Сатурнін — народний трибун у 103 і 100 роках до н. е.
- Луцій Аппулей Сатурнін — пропретор  Македонії в 58 році до н. е.
- Гней Апулей Сатурнін — син  Луція Аппулея Сатурніна.